# Donald Symons
Donald Symons (* 5. Juni 1942; † 2024) war Hochschullehrer am Department für Anthropologie der University of California in Santa Barbara. Seine Forschungsinteresse galt der Evolutionspsychologie und insbesondere der Partnerwahl. Durch sein 1979 erschienenes Buch The Evolution of Human Sexuality wurde Symons in Fachkreisen weltweit bekannt.

## Leben und Werk
Der 1942 geborene Donald Symons erwarb einen PhD an der University of California, Berkeley und spezialisierte sich auf physikalische Anthropologie, das Verhalten von Primaten und die Evolution menschlichen Verhaltens.
Bereits Anfang der 1980er-Jahre war Symons am Department of Anthropology der University of California in Santa Barbara tätig. Seine Forschungsergebnisse und Abhandlungen erschienen in der kognitionswissenschaftlichen Zeitschrift Behavioral and Brain Sciences, in Sociobiology and Psychology, Ethology and Sociobiology und weiteren Fachjournalen.
Symons ist einer der Gründer der Evolutionspsychologie und gilt als Pionier bei der Erforschung der menschlichen Sexualität aus einer evolutionären Perspektive heraus. Er ist einer der am meisten zitierten Forscher in der zeitgenössischen Sexualforschung. Auf seine Arbeit wird von Wissenschaftlern verwiesen, die ein äußerst vielfältiges Spektrum von sexuellen Phänomenen untersuchen. Der Harvard-Psychologe Steven Pinker beschreibt Symons' Buch Evolution of Human Sexuality (1979) als "bahnbrechendes Buch" und "ein Wahrzeichen in seiner Synthese der Evolutionsbiologie, Anthropologie, Physiologie, Psychologie, Fiktion und Kulturanalyse, geschrieben mit einem Kombination von Strenge und Witz. Es war ein Modell für alle nachfolgenden Bücher, die Evolution auf menschliche Angelegenheiten anwenden, besonders für meine."
In seinem 2001 erschienenen Buch Warrior Lovers: Erotic Fiction, Evolution and Female Sexuality, das er gemeinsam mit Catherine Salmon verfasste, beschäftigt sich Symons mit der evolutionären Analyse der Slash-Literatur.

## Veröffentlichungen (englisch, Auswahl)
- Play and Aggression: A Study of Rhesus Monkeys. Columbia University Press, 1984, ISBN 0-231-04334-1.
- The Evolution of Human Sexuality. Oxford University Press, New York 1979, ISBN 0-19-502907-0.
- If we're all Darwinians, what's the fuss about? In: Crawford, Smith & Krebs: Sociobiology and Psychology. 1987, S. 121–146.
- A critique of Darwinian anthropology. In: Ethology and Sociobiology. 10, 1989, S. 131–144.
- Adaptiveness and adaptation. In: Ethology and Sociobiology. 11, 1990, S. 427–444.
- On the use and misuse of Darwinism in the study of human behavior. In: J. Barkow, L. Cosmides, J. Tooby (Hrsg.): The Adapted Mind: Evolutionary psychology and the generation of culture. Oxford University Press, New York 1992.
- Catherine Salmon, Donald Symons: Warrior Lovers: Erotic Fiction, Evolution and Female Sexuality. Yale University Press, 2001, ISBN 0-300-09354-3.